# Holmsunds distrikt
Holmsunds distrikt är ett distrikt i Umeå kommun och Västerbottens län. Distriktet ligger omkring Holmsund och Obbola i södra Västerbotten.

## Tidigare administrativ tillhörighet
Distriktet inrättades 2016 och utgörs av området Holmsunds köping omfattade till 1971, vars område före 1947 utgjorde Holmsunds socken
Området motsvarar den omfattning Holmsunds församling hade 1999/2000.

## Tätorter och småorter
I Holmsunds distrikt finns två tätorter och fem småorter.

### Tätorter
- Holmsund
- Obbola

### Småorter
- Karlsborg
- Vitskär
- Själafjärden (västra delen)
- Själafjärden (östra delen)
- Stor-Hällskär och Rävskär